# Porcellio brevipennis
Porcellio brevipennis là một loài chân đều trong họ Porcellionidae. Loài này được Budde-Lund miêu tả khoa học năm 1885.